# Wielki Żabi Staw Mięguszowiecki
Wielki Żabi Staw Mięguszowiecki (słow. Veľké Žabie pleso Mengusovské, niem. Großer Froschsee, Mengsdorfer Großer Froschsee, węg. Nagy-Békás-tó, Menguszfalvi Nagy-Békás-tó) – staw położony na wysokości 1919 m n.p.m., w Dolinie Żabiej Mięguszowieckiej (odnoga Doliny Mięguszowieckiej), w słowackich Tatrach Wysokich. Według pomiarów pracowników TANAP-u z lat 1962–67 ma on powierzchnię 2,646 ha, rozmiary 287 × 170 m i głębokość ok. 7 m. W pobliżu znajduje się Mały Żabi Staw Mięguszowiecki, a nieco wyżej Wyżni Żabi Staw Mięguszowiecki.
Wielki Żabi Staw Mięguszowiecki otoczony jest:
- od północnego zachodu przez Wołowiec Mięguszowiecki,
- od północy przez Wołową Turnię,
- od północnego wschodu przez Żabiego Konia i Rysy,
- od wschodu przez Kopę Popradzką.

Nazwa stawu pochodzi od niewielkiej skalnej wysepki, która swoim kształtem przypominała niektórym żabę. Staw położony jest powyżej skalnego progu przywalonego dużą moreną. Dawniej był połączony z Małym Żabim Stawem, wał pomiędzy nimi wznosi się jedynie kilkadziesiąt centymetrów powyżej powierzchni wody.
Z okolic stawu widoki na dobrze stąd prezentującą się Grań Baszt.

## Szlaki turystyczne
– obok stawu przechodzi czerwony szlak, odgałęziający się od niebieskiego w Dolinie Mięguszowieckiej i biegnący Doliną Żabią Mięguszowiecką przez Wagę na Rysy. Czas przejścia od rozdroża na szczyt: 2:45 h, ↓ 2 h

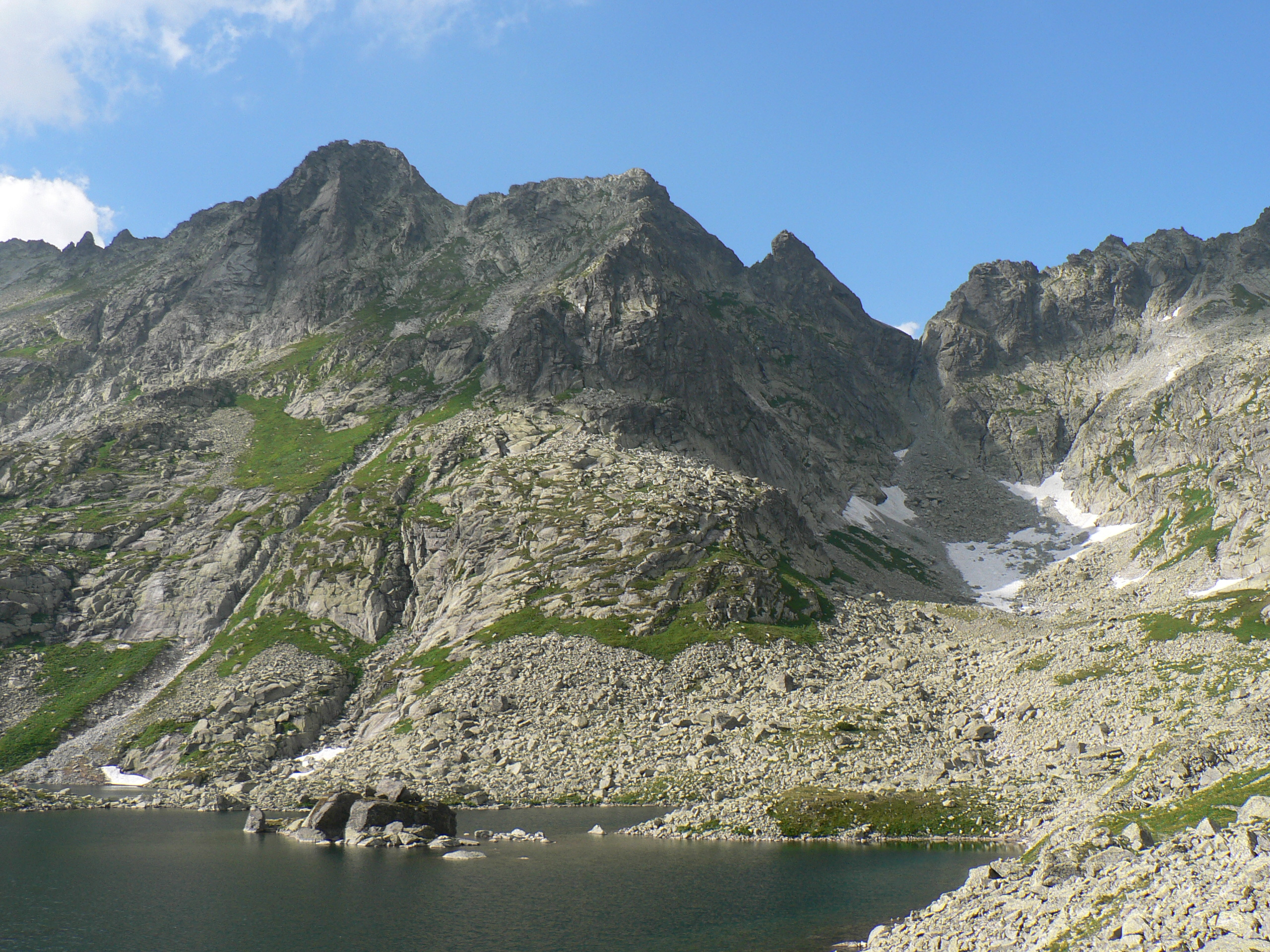
Otoczenie Wielkiego Żabiego Stawu: najwyższa Wołowa Turnia, po prawej Żabia Przełęcz
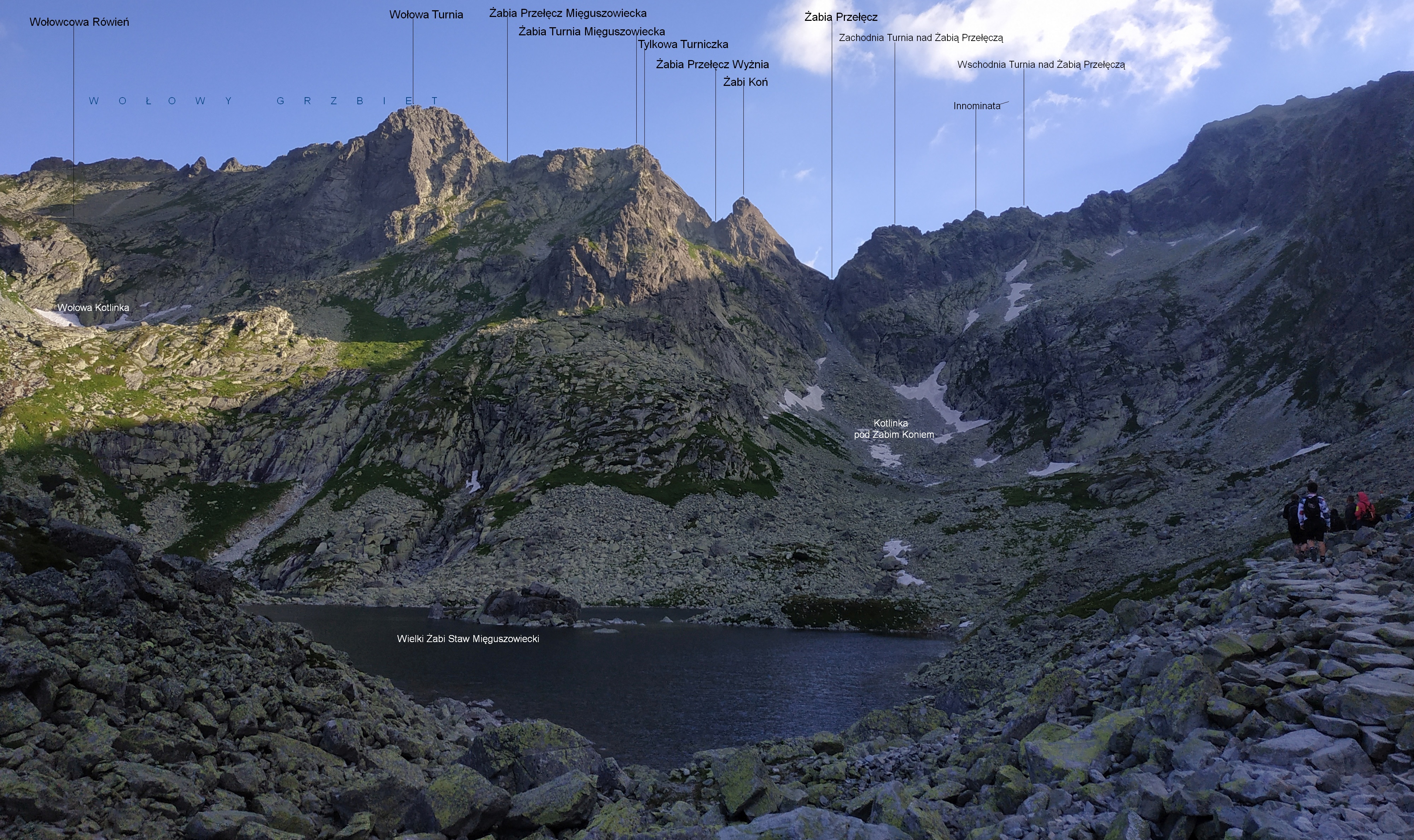